# Hřebíček

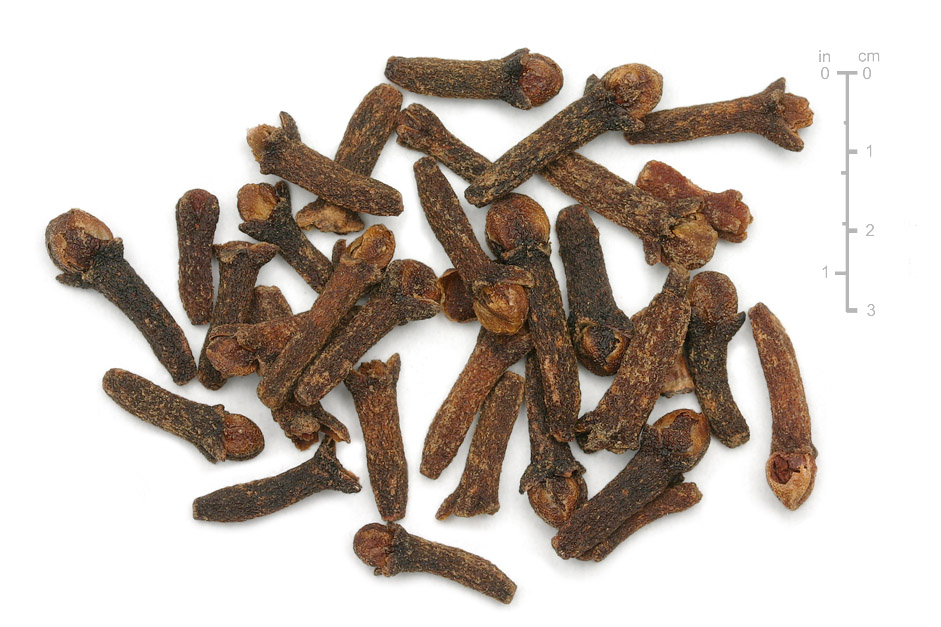
Hřebíček

Hřebíček je sušený kalich s poupětem hřebíčkovce kořenného (Syzygium aromaticum, syn. Eugenia caryophyllata). Pochází z Moluckých ostrovů. Používá se ke kořenění sladkých potravin, rýže a masa. Pro své výrazné aroma je i součástí mnoha aromatických směsí. Hlavní složkou hřebíčkové silice je fenolická sloučenina eugenol, který má lokálně-anestetické a antiseptické účinky, používá se často v zubním lékařství.
Hřebíček má nasládlou chuť, která často přechází do chutě hořké. Hřebíček s tmavě hnědou či dokonce černou hlavičkou je závadný nebo příliš starý.

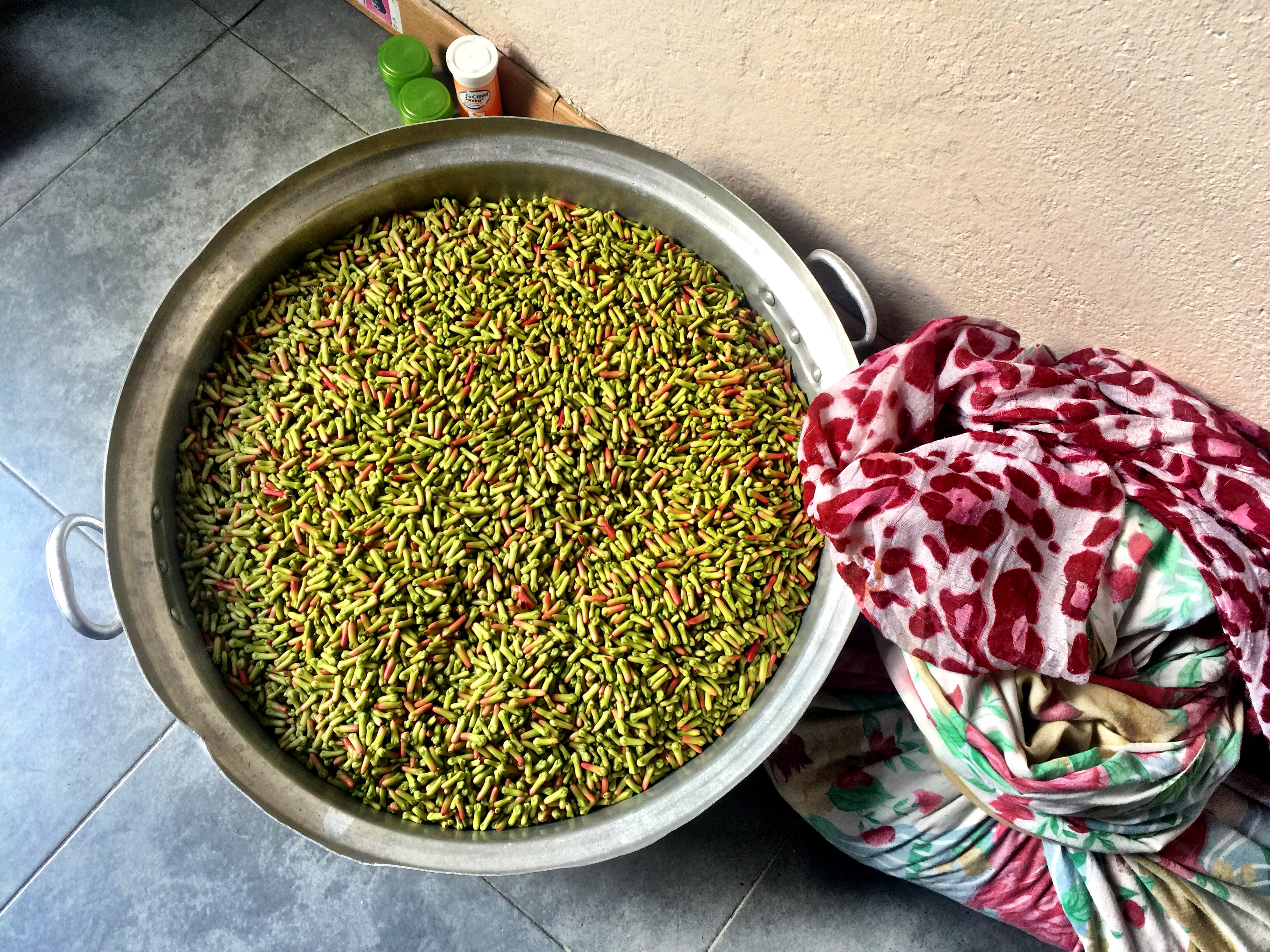
Hřebíček připraven k sušení

## Hřebíček v dějinách
Pro svou značnou oblibu sehrál hřebíček významnou roli v dějinách zámořských objevů. Hřebíček se prokazatelně dostal do Středomoří už před naším letopočtem. Během středověku dováželi hřebíček do Evropy především arabští obchodníci. V 16. století už byl v Evropě všeobecně známý a byl cenným obchodním artiklem. Právě zkrácení cesty na Moluky, ostrovy hřebíčku, byl hlavní motiv k velké výpravě Fernaa Magalhãese, který věřil, že cesta západním směrem kolem Země bude kratší než dlouhá plavba kolem Afriky. Očekávání se nepotvrdilo, Magalhães na výpravě zahynul a cestu kolem světa dokončila jediná loď Victoria, která se vrátila plně naložená hřebíčkem a dvojnásobně tak zaplatila celkové náklady, vynaložené na výpravu.
V roce 1629 se Nizozemí uchýlilo k radikálnímu kroku – aby si udrželo monopol na obchod s hřebíčkem a muškátem, zlikvidovalo všechny hřebíčkové a muškátové plantáže s výjimkou přísně střeženého moluckého ostrova Ambon. Teprve v r. 1769 se francouzskému guvernérovi ostrova Mauritius podařilo propašovat semena obou rostlin v dutých podrážkách a Francie pak založila vlastní plantáže na ostrově Réunion.
První záznamy o hřebíčku pocházejí z Číny ze 3. století před naším letopočtem.

## Hřebíček v kuchyni
Hřebíček vyniká svou chutí a příjemnou aromatickou vůní. Před přípravou se doporučuje čerstvě mletý, protože svou specifickou vůni velmi rychle ztrácí. Jako jednodruhové koření tvoří součást mnoha směsí, např. kari, garam masala nebo francouzské směsi quatre épices. Použití hřebíčku je široké. Hodí se do slaných i sladkých pokrmů, sušenek, kompotů, pečiva, ale i svařeného vína. Dochutit s ním lze hovězí maso, omáčky, šunku, masové i zeleninové vývary a pokrmy či obyčejnou rýži.

## Hřebíček v lidovém léčitelství
Hřebíček se, jak již bylo napsáno výše, využívá jako koření. Působí mírně dráždivě, má ale výrazné desinfekční a místně znecitlivující účinky, proto bývá využíván v zubním lékařství. Lze jej využít jako účinnou příměs kloktadel. Hřebíčková silice tlumí citlivost i bolestivost zubního nervu. Je též velmi účinný na potlačení bolesti zubního zánětu. Může být také obsažen v protirevmatických mastech; podáván inhalační formou desinfikuje dýchací cesty a léčí průduškové záněty. Podle učení ájurvédy podáván v prášku ovlivňuje povzbudivě činnost srdečního svalu.
Hřebíčků používáme v pokrmech i v  léčivech. Hřebíčky pojídané nebo pité ve víně posilují srdce, játra, žaludek i hlavu. Pomáhají k zažívání pokrmů, zahánějí nechutenství, zastavují dávení i měkkost života (průjmy) a úplavici, a navracejí ztracenou chuť k jídlu. Jsou také užitečné při všelikých studených neduzích mozku, jako jsou nemoc Sv. Valentina nebo padoucnice, šlak, ztráta paměti, závrať, křeče, třesení, ospalost, strnutí neb necitelnost údů.
Mathioli, Herbář, 16. století

## Galerie

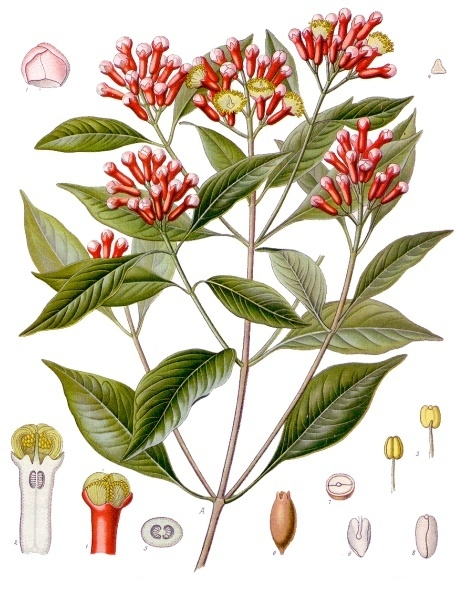
Syzygium aromaticum, hřebíčkovec kořenný
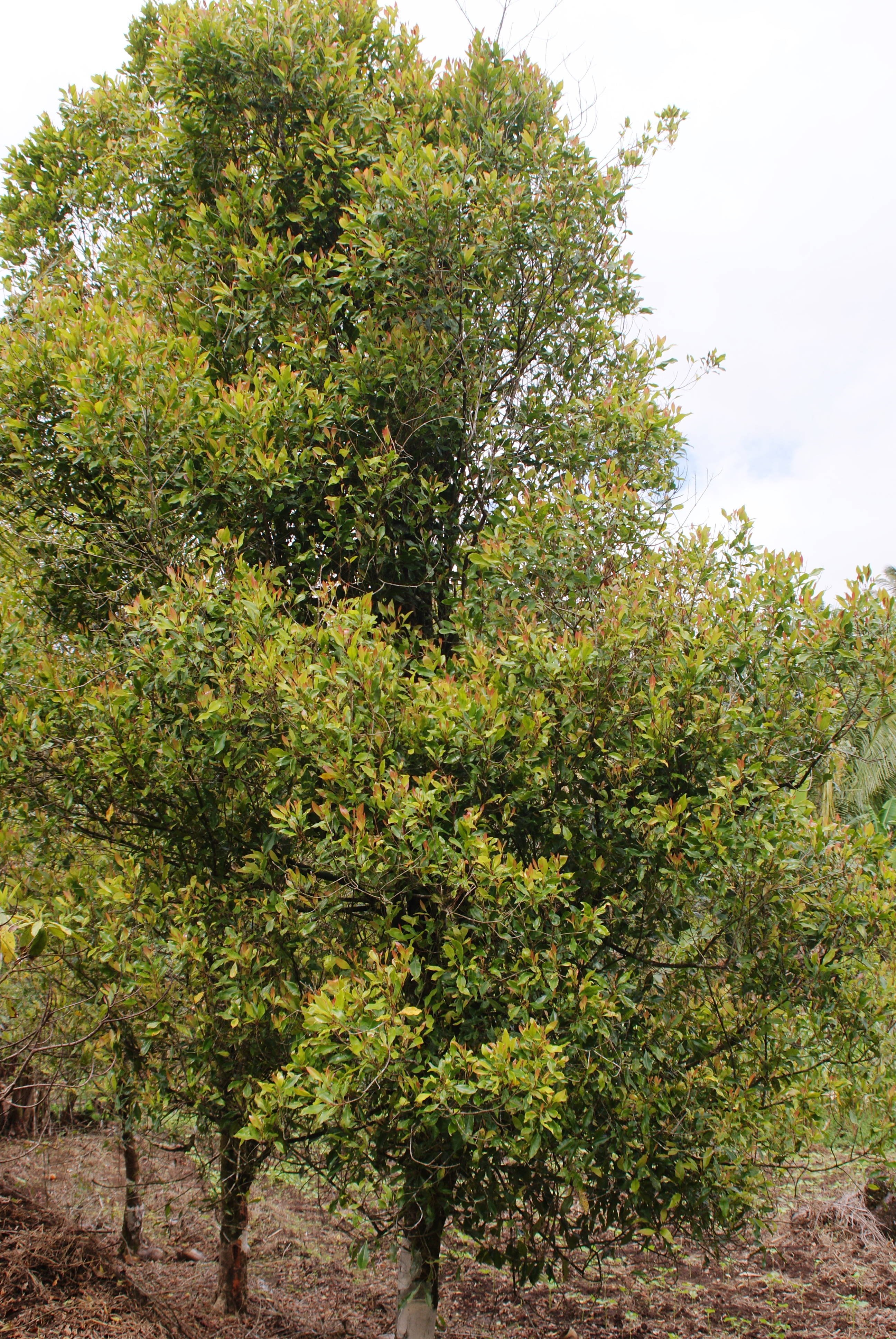
Stromy hřebíčkovce kořenného
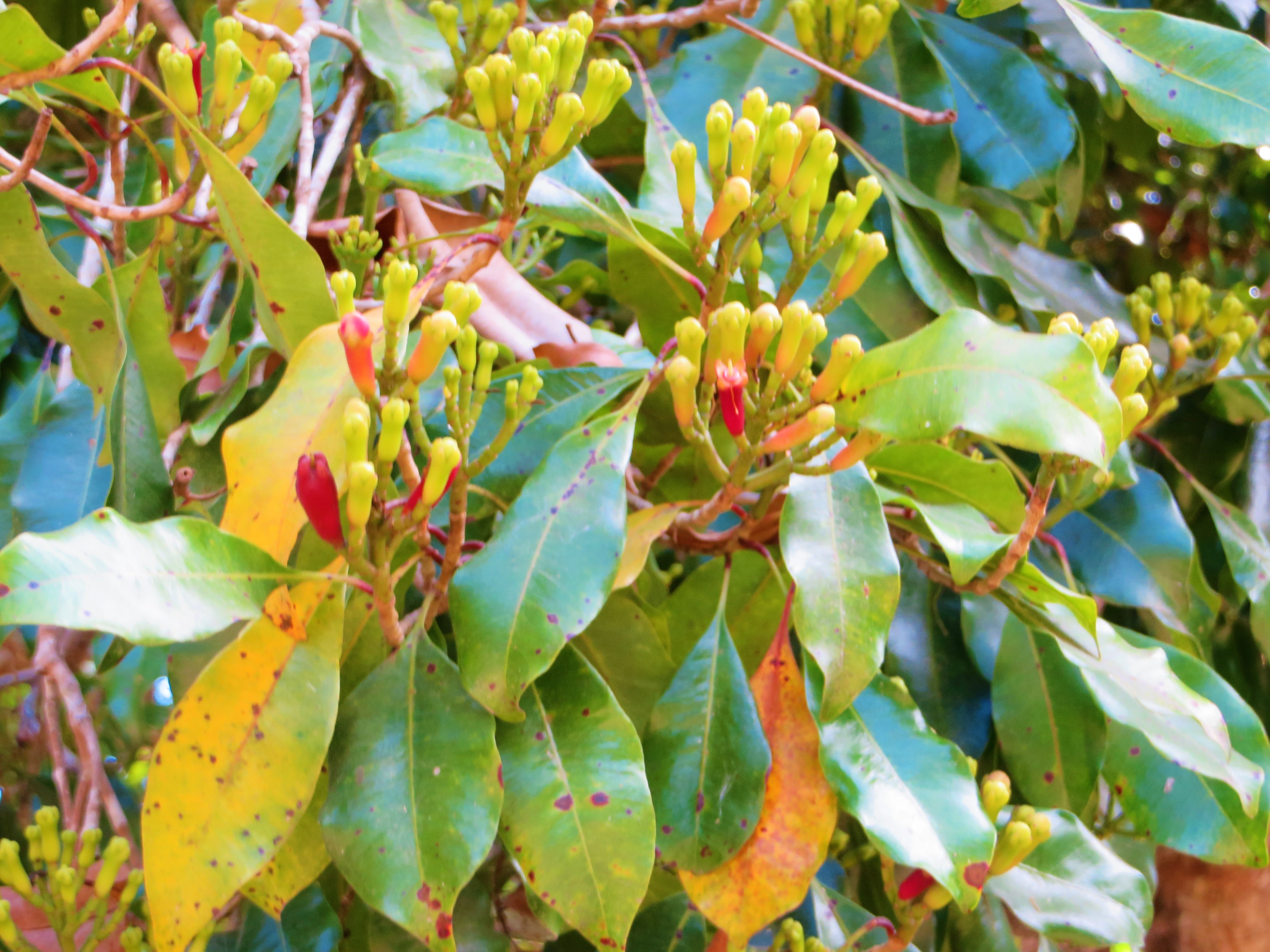
Kvetoucí hřebíčkovec kořenný, květ hřebíčku
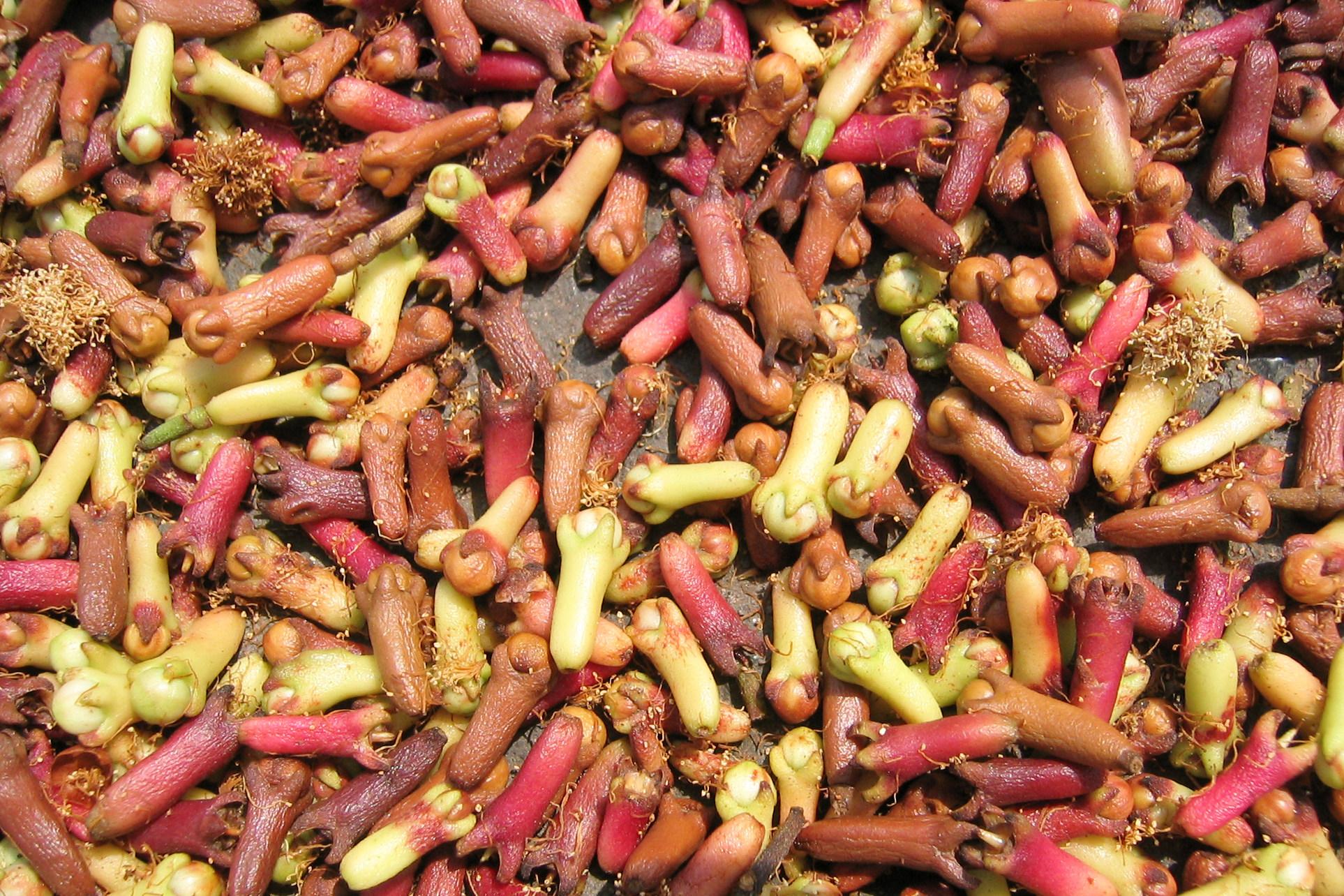
Čerstvě natrhaný hřebíček
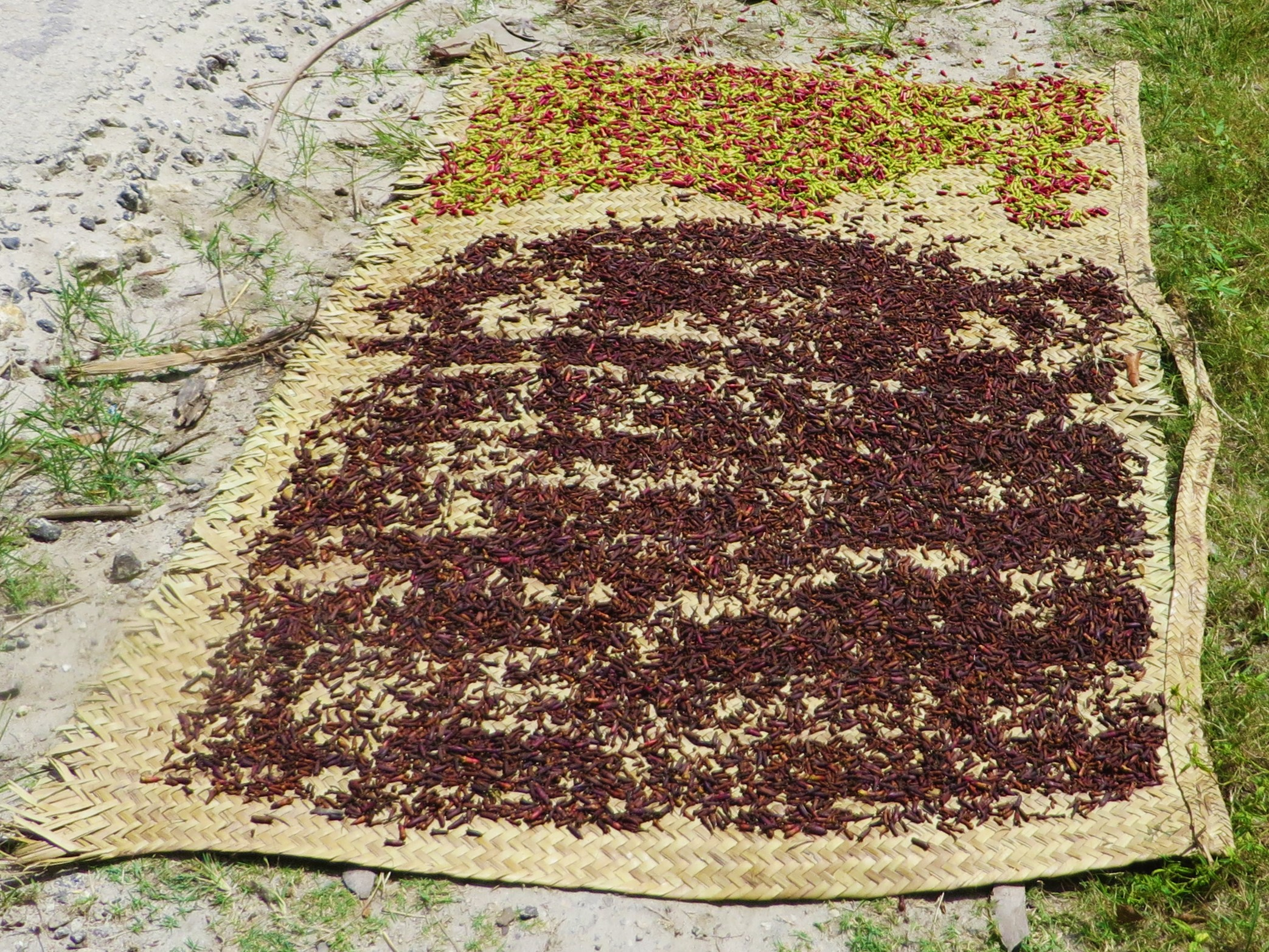
Sušení hřebíčku
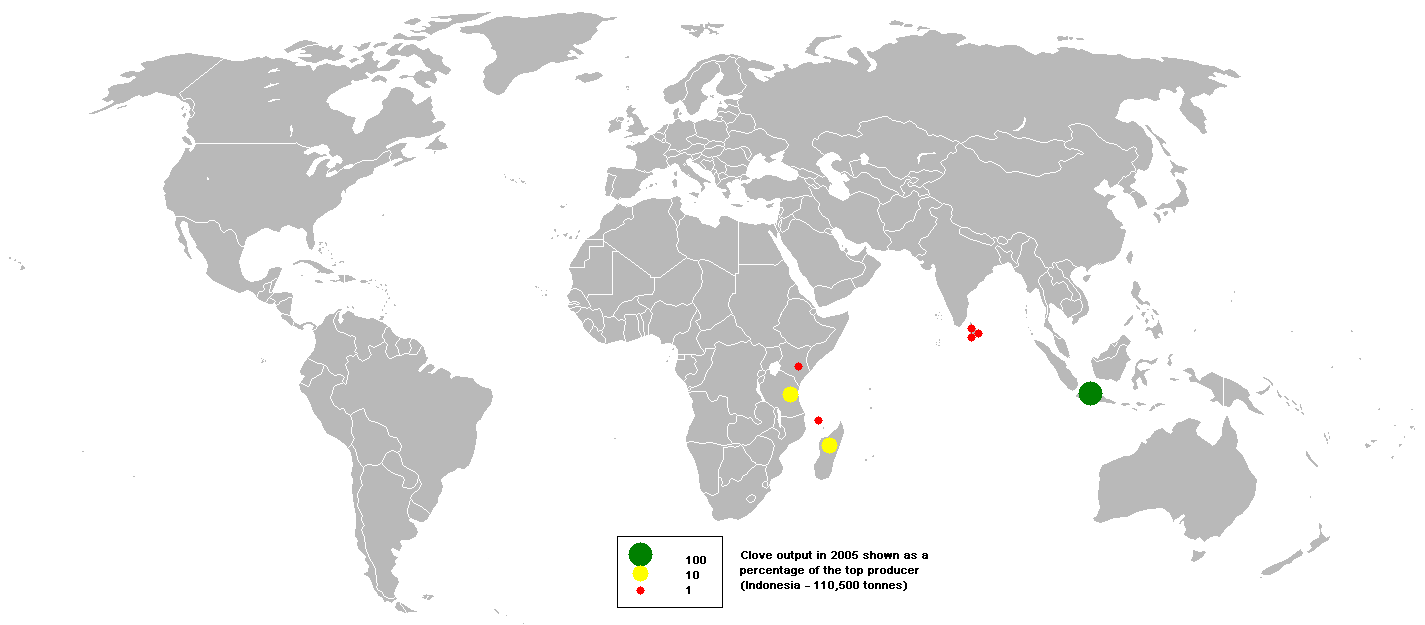
Produkce hřebíčku ve světě
Aroma hřebíčku způsobuje především eugenol